# Everis A. Hayes
Everis Anson Hayes (ur. 10 marca 1855 w Waterloo, zm. 3 czerwca 1942 w San Jose) – amerykański polityk, członek Partii Republikańskiej.

## Działalność polityczna
W okresie od 4 marca 1905 do 3 marca 1913 przez cztery kadencje był przedstawicielem 5. okręgu, a od 4 marca 1913 do 3 marca 1919 przez trzy kadencje przedstawicielem 8. okręgu wyborczego w stanie Kalifornia w Izbie Reprezentantów Stanów Zjednoczonych.